# Guerra Constitucionalista da Nicarágua
A guerra civil nicaraguense de 1926-1927 ou Guerra Constitucionalista eclodiu após um golpe de Estado por Emiliano Chamorro, um membro do Partido Conservador, que removeu o governo democraticamente eleito da Nicarágua, resultando em uma rebelião dos membros do Partido Liberal. O conflito chegou ao fim depois de uma intervenção militar e diplomática dos Estados Unidos que conduziu a Paz de Tipitapa. Embora a guerra civil chegasse ao fim, um general liberal, Augusto César Sandino, se recusou a depor armas e travou uma rebelião contra o governo da Nicarágua e os fuzileiros navais norte-americanos até 1933.

## Antecedentes
A Nicarágua tinha sido ocupada por cem fuzileiros navais estadunidenses uma vez na guerra civil de 1912. A eleição presidencial nicaraguense de 1924 trouxe um governo de coalizão ao poder, com um conservador Carlos Solórzano sendo presidente e um liberal Dr. Juan B. Sacasa sendo vice-presidente. Os Estados Unidos então decidiram que era seguro deixar o país centro-americano. Os fuzileiros navais foram retirados após uma ocupação de treze anos em 3 de agosto de 1925.  Pouco tempo depois que saíram, em 28 de agosto de 1925,  Emiliano Chamorro, ex-presidente da Nicarágua e membro do Partido Conservador, lançou um golpe de Estado quando seus partidários "ultra-conservadores" tomaram a Fortaleza de Loma, um prédio militar "que dominava Manágua" (a capital nicaraguense), forçando Solórzano e Sacasa a fugirem do país.  Ele também removeu todos os liberais do Congresso nicaraguense.  Os Estados Unidos se recusaram a reconhecer o regime de Chamorro, uma vez que tinha chegado ao poder através de "meios inconstitucionais." 

## A guerra irrompe
A situação deteriorou-se em uma guerra civil em 2 de maio de 1926, quando um grupo de liberais exilados desembarcou em Bluefields.  Em breve, a costa leste da Nicarágua estava inflamada com a rebelião. As forças liberais usavam fitas de chapéu vermelhas, enquanto os conservadores usavam azuis. No entanto, muitos soldados transportavam ambas as cores no caso de  ficarem feridos e precisarem de atenção médica do lado do inimigo.  O principal comandante dos liberais nesta costa era José María Moncada, que lutou para fazer o exilado Dr. Sacasa presidente.  Outro general liberal era Anastasio Somoza García, que liderou um exército na parte sudoeste da Nicarágua.  Os fuzileiros navais e marinheiros estadunidenses foram enviados para ocupar portos do país para estabelecer "zonas neutras", que impediria combates nestas áreas e empurrariam os rebeldes liberais em direção ao interior.  Os Estados Unidos estavam profundamente preocupados com as questões na Nicarágua, pois o governo esquerdista do México estava abastecendo os rebeldes com armas. 
Para tentar encerrar o conflito, os Estados Unidos organizaram uma trégua e mandaram Lawrence Dennis supervisionar os representantes conservadores e liberais reunidos a bordo do USS Denver em 1 de outubro de 1926.  Nada saiu da conferência e os combates recomeçaram logo depois. Em 11 de novembro de 1926, Chamorro renunciou a presidência, deixando Sebastián Uriza segurando as rédeas do poder. Em 14 de novembro, Adolfo Díaz, que foi chamado de "nosso nicaraguense" pelos Estados Unidos,  tornou-se presidente e foi reconhecido pelos Estados Unidos.  O Dr. Sacasa retornou à Nicarágua em 1 de dezembro de 1926, chegando ao porto de Puerto Cabezas e proclamando um governo rival, que só foi reconhecido pelo México.  Em janeiro de 1927, o presidente estadunidense Calvin Coolidge levantou o embargo de armas ao governo da Nicarágua, permitindo que o seu país fornecesse legalmente ajuda militar ao conservadores.
As forças de Moncada começaram a marchar para o oeste em direção a Manágua, derrotando as forças conservadoras ao longo do caminho. Enquanto isso, os liberais liderados por Francisco Parajón atacaram a cidade de Chinandega,  provocando uma das batalhas mais destrutivas da guerra. A batalha durou de 6 a 9 fevereiro de 1927,  e viu 500 defensores conservadores enfrentando entre 600 e 2.000 atacantes liberais, com "centenas [sendo] mortos de cada lado."  Durante os combates, a maior parte da cidade foi destruída pelo fogo. O incêndio foi "provavelmente" causado por soldados liberais ou "saqueadores civis", mas muitos culparam dois aviadores estadunidenses voando para o governo conservador.  Posteriormente, os rebeldes foram expulsos da cidade depois de um amargo combate casa-a-casa.
Com os liberais avançando em Manágua, os Estados Unidos se encontravam à beira da guerra. Não podiam permitir que um regime apoiado pelos mexicanos alcançasse o poder na região. Díaz recorreu aos temores estadunidenses do comunismo, afirmando que os rebeldes eram bolchevistas por natureza.  Os aviões de reconhecimento dos marines que voavam para os conservadores, já estavam ocasionalmente recebendo fogo das forças liberais, embora os mais "[responsáveis]" oficiais rebeldes tentaram evitar um confronto com os norte-americanos. 

## Paz de Tipitapa
Para pôr fim à guerra civil sem usar os fuzileiros navais para combater ativamente os liberais, Coolidge enviou Henry L. Stimson para negociar o fim das hostilidades. Viajando por todo o país centro-americano cheio de cicatrizes de guerra, Stimson conheceu Moncada na cidade de Tipitapa, que fica ao longo do rio de mesmo nome, em 4 de maio de 1927.  Neste lugar, Moncada concordou com a Paz de Tipitapa, terminando o conflito. As condições de paz foram que Adolfo Díaz permaneceria presidente até que uma nova eleição, supervisionada pelos estadunidenses em 1928, ambos os lados se desarmariam e uma nova Guarda Nacional seria estabelecida.  Qualquer soldado que entregasse um rifle ou metralhadora receberia o equivalente a 10 dólares.  Ao todo, os liberais entregaram 31 metralhadoras e 3704 rifles, enquanto os conservadores entregaram 308 metralhadoras e 10.445 rifles. 

## O papel de Sandino
Augusto César Sandino desempenhou um papel na guerra civil como general no lado liberal. Sua primeira batalha, vinte e nove seguidores tentam tomar a cidade de El Jícaro, que era mantida por uma força de duzentos conservadores, em 2 de novembro de 1926. Os homens de Sandino conseguiram matar "alguns" dos defensores (enquanto não sofreriam nenhuma fatalidade), mas não conseguiram capturar a aldeia.  Mais tarde, no início de março de 1927, ele e cem homens conseguiram repelir um ataque do governo sobre a sua posição no Monte Yucapuca em uma batalha de sete horas. Os conservadores estavam numerados em quatrocentos e armados com seis metralhadoras.  Sandino marcou mais uma vitória, quando ele e duzentos seguidores atacaram a cidade de Jinotega em 28 de março de 1927 e capturaram-a "[depois] de um dia de combate feroz", enquanto servindo no flanco direito de José María Moncada. No entanto, Moncada não possuía amores por Sandino e ordenou-lhe que tomasse a cidade de Boaco, aparentemente, negligenciando de avisá-lo sobre a forte guarnição do governo lá. Depois de observar as defesas de Boaco por si mesmo, Sandino decidiu não atacar e  ao invés disso ir junto com Moncada. Sandino iria considerar este último um traidor depois que ele concordou com a Paz de Tipitapa.

## Consequências
Apesar do fim dos combates, os fuzileiros navais estadunidenses enfrentariam os liberais renegados, possivelmente liderados por Francisco Sequeira ("General Cabulla"), em combates na Batalha de La Paz Centro em 16 de maio de 1927. Dois americanos foram fatalmente feridos e pelo menos quatorze nicaraguenses morreram no tiroteio. Augusto César Sandino visualizou o acordo de paz como traição e lutaria em uma guerra de guerrilha contra os marines e a Guarda Nacional nicaraguense até 1933. A primeira batalha de sua rebelião ocorreu em Ocotal em 16 de julho de 1927.